# Пуђинате (Комо)
Пуђинате је насеље у Италији у округу Комо, региону Ломбардија.
Према процени из 2011. у насељу је живело 1122 становника. Насеље се налази на надморској висини од 307 м.